# أحمد دريد أحمد

أحمد دريد أحمد حارس مرمى منتخب العراق لكرة الصالات من موايد 1985 عراقي الجنسية 
يعد من أفضل الحراس التي أنجبتهم كرة الصالات في العراق وله مسيرة حافلة بالانجازات والألقاب الفردية على المستوى المحلي والخارجي يلعب لنادي الشرطة العراقي منذ نوفمبر 2017.
استدعي ليشارك مع منتخب العراق للصالات في البطولة العربية التي اقيمت في مصر سنة 2003 وأول مباراة دولية رسمية كانت ضد منتخب المغرب في تلك البطولة. 
سجل اسمه بأحرف من ذهب كأول حارس مرمى للصالات يسجل هدفين دوليين أحدهما في مرمى الإمارات والآخر في مرمى لبنان سنة 2012.
توج ببطولة الدوري العراقي 6 مرات مع اندية اتحاد الشركات موسم 2004 والقوة الجوية موسم 2005و الكرخ موسم 2006 ونوروز موسم 2008 والعلوم التكنولوجية موسم 2012 واخيرا مع نادي نفط الوسط موسم 2017.

## جوائزه على المستوى المحلي
حصل أحمد دريد على جائزة أفضل حارس مرمى 8 مرات.
موسم 2004-2005-2006-2007-2008-2009-2010-2014.

## ألقابه الفردية خارجيا
- أفضل حارس مرمى في البطولة العربية 2006.

- أفضل حارس في تصفيات آسيا 2012 و 2013.

- أفضل حارس مرمى عربي في بطولة الشركات العربية التي أقيمت في مصر سنة 2012.

- أفضل حارس مرمى عربي في بطولة الجامعات العربية التي اقيمت في مصر سنة 2010.

- أفضل رابع حارس آسيوي في بطولة أندية آسيا 2017.

- أفضل حارس مرمى من حيث عدد التصديات في بطولة أندية آسيا موسم 2016.

## ألقابه المحلية
حصل على لقب الدوري العراقي الممتاز لكرة الصالات 6 مرات مع عدة أندية.
| اسم النادي واللقب                             | الموسم الكروي |
| الدوري العراقي مع اتحاد الشركات               | 03-04         |
| الدوري العراقي مع القوة الجوية                | 04-05         |
| الدوري العراقي مع الكرخ                       | 05-06         |
| الدوري العراقي مع نادي نوروز                  | 07-08         |
| الدوري العراقي مع العلوم التكنولوجية          | 11-12         |
| الدوري العراقي مع نفط الوسط                   | 16-17         |
| الدوري العراقي مع الشرطة                      | 18-19         |
| كاس العراق مع نادي الشرطة                     | 2017          |
| كأس جمهورية العراق مع نادي العلوم التكنولوجية | 2004          |